# エリーザベト・フォン・ポンメルン
エリーザベト・フォン・ポンメルン（ドイツ語：Elisabeth von Pommern, 1347年 - 1393年4月15日）は、神聖ローマ皇帝兼ボヘミア王カール4世の4番目の后。チェコ語名はアルジュビェタ・ポモジャンスカー（Alžběta Pomořanská）。

## 生涯
ポメラニア公ボグスワフ5世（pl）とポーランド王女エルジュビェタ（カジミェシュ3世の子）の長女として生まれた。ポーランド語名はエルジュビェタ・ポモルスカ（Elżbieta Pomorska）。
1363年、クラクフで30歳以上年長のカール4世と結婚した。この結婚には同盟するポーランド・ハンガリー王ラヨシュ1世と共に、オーストリア大公ルドルフ4世の反ボヘミア派と対抗する目的があった。1363年、エリーザベトはプラハでボヘミア王妃として戴冠、1368年には神聖ローマ皇后として戴冠した。
野心的で健康であったというエリーザベトには、6人の子が生まれた。
- アンナ（1366年 - 1394年） - イングランド王リチャード2世妃
- ジギスムント（1368年 - 1437年） - ハンガリー王、のちボヘミア王、神聖ローマ皇帝
- ヨハン（1370年 - 1396年） - ゲルリッツ公
- カール（1372年、夭折）
- マルガレーテ（1373年 - 1410年） - ニュルンベルク城伯ヨハン3世妃
- ハインリヒ（1377年、夭折）

1378年に夫と死別後、継子にあたるヴェンツェルが即位した。エリーザベトはジギスムントとヨハンの2人の養育に取り組み、ジギスムントがハンガリー王位を獲得するのを支援した。
1393年、フラデツ・クラーロヴェーで死去、聖ヴィート大聖堂に眠る夫の横に埋葬された。